# ووهیلاوا (مانانجاری)
ووهیلاوا (به لاتین: Vohilava) یک منطقهٔ مسکونی در ماداگاسکار است که در مننجری واقع شده‌است. ووهیلاوا ۳۲٬۰۰۰ نفر جمعیت دارد و ۱۰۳ متر بالاتر از سطح دریا واقع شده‌است.